# Ala al-Din Ahmad II
Ala al-Din Ahmad II fou sultà bahmànida del Dècan (1436-1458). El seu nom abans de pujar al tron era Zafar Khan.
El seu pare Shihab al-Din Ahmad I va morir de malaltia el 17 d'abril de 1436 i el seu fill (que ja governava de fet feia un temps) el va succeir. El seu govern va estar dominat pels "estrangers", molts turcs, en contra del partit nacional o dekhani, el que va produir tensions entre els dos grups. Es va casar amb la filla del raja de Sangmeswar a la qual va donar el títol de Zeba Chehra, i amb la filla del farúquida de Khandesh Nasir Khan (1399-1437) de nom Agha Zainab.
Va morir el 1458 a causa d'una ferida a la cama. El va succeir el seu fill Ala al-Din Humayun.